# 埃尔鲁维奥
埃尔鲁维奥，是西班牙安达卢西亚自治区塞维利亚省的一个市镇。总面积21平方公里，总人口3623人（2001年），人口密度173人/平方公里。

## 人口
埃尔鲁维奥1900-2010年间人口变动情况如下：